# Pietro Reggiani
Pietro Reggiani (Verona, 23 gennaio 1966) è un regista e produttore cinematografico italiano.

## Biografia
Laureato in legge, ha frequentato i corsi di sceneggiatura della Rai e diretto pubblicità e interviste. Nel 1997 scrive e dirige il cortometraggio Asino chi legge, vincitore del premio della Critica al Torino film festival e finalista ai David di Donatello (e per il quale Antonio Ciano ha vinto il Nastro d'argento come miglior produttore).
Nel 2001, Reggiani gira per Studio Universal il cortometraggio docu-fiction Paolo Nulla - Un uomo invisibile.
Fra il 1998 e il 2005 gira il pluripremiato L'estate di mio fratello, per il quale in assenza di una distribuzione ufficiale è stata adottata una formula innovativa di autodistribuzione mediante preacquisto dei biglietti da parte di spettatori volenterosi.

## Filmografia

### Regista
- Asino chi legge, episodio del film Corti stellari 2 (1997)
- Paolo Nulla - Un uomo invisibile - film TV (2001)
- L'estate di mio fratello (2005)
- La dolce arte di esistere (2015)

### Sceneggiatore
- Asino chi legge, regia di Pietro Reggiani, episodio del film Corti stellari 2 (1997)
- Toilette, regi di Massimo Cappelli - cortometraggio (1999)
- L'estate di mio fratello, regia di Pietro Reggiani (2005)
- Road 47 (A Estrada 47), regia di Vicente Ferraz (2014)
- La dolce arte di esistere, regia di Pietro Reggiani (2015)